# Toni Cantó
Antonio Cantó García del Moral (Valencia, 14 de enero de 1965), conocido como Toni Cantó, es un actor, profesor de interpretación y político español, diputado del Congreso de los Diputados por UPyD entre diciembre de 2011 y abril de 2015 y repitiendo escaño por Valencia desde el enero de 2016 hasta marzo de 2019 por Ciudadanos. 
Desde marzo de 2019 hasta marzo de 2021 fue diputado en las Cortes Valencianas por Ciudadanos. En julio de 2015 tras perder el congreso a la dirección de UPyD la candidatura de Irene Lozano (Renovadores) en la cual iba de número dos, se dio de baja del partido y se integró en Ciudadanos. Fue Coordinador Autonómico de Ciudadanos en la Comunidad Valenciana, tanto en las Cortes Valencianas como las del Comité Autonómico hasta su dimisión el 15 de marzo de 2021.
El 24 de marzo de 2021 se anunció que se sumaba como independiente a la candidatura del PP a las elecciones a la Asamblea de Madrid de 2021. El 11 de abril de 2021 el Juzgado de lo Contencioso Administrativo n.º 5 de Madrid sentenció que la inclusión de su candidatura en las listas del PP no se ajustaba a derecho y, por tanto, no podía presentarse a dichas elecciones. Sin embargo, el 30 de junio de ese año se anunciaba la designación de Cantó como director de área de la Oficina del Español, órgano de nueva creación dependiente de la Consejería de Cultura, Turismo y Deporte de la comunidad. El 8 de septiembre de 2022, un año después del polémico nombramiento como director de la Oficina del Español, dimitió de su cargo para ser el director creativo del canal de televisión 7NN, que cerró el 31 de marzo de 2023 debido a la pérdida de 5,5 millones de euros mientras duró su señal.
En junio de 2023, se anunció que iba a dar clases de interpretación en el Ateneo Mercantil de Valencia a partir del mes de septiembre, por un precio de entre ochenta y cien euros.

## Trayectoria artística

### Televisión
Hijo del doctor Antonio Cantó, comenzó trabajando como modelo, y tras estudiar arte dramático, en el verano de 1986 le llega su primera oportunidad ante una cámara, en el magacín La tarde, de Televisión Española, acompañando a Pastora Vega y Guillermo Fesser. Sin embargo, solo permaneció unas semanas en pantalla.
Un año más tarde comienza a presentar el espacio musical Sábado Noche, tarea en la que continúa hasta 1988 en compañía primero de Paola Dominguín y luego de Lydia Bosch. En el verano de 1988 se incorpora al equipo de Por la mañana, el programa que Hermida realiza a diario en TVE, y que le sirve de escuela para actuar ante una cámara.

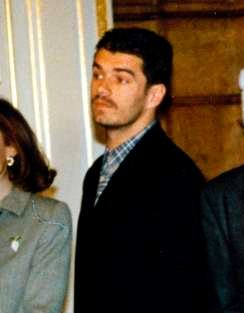
Fotografiado en 1996

Tras haber intervenido en algunas series de televisión durante la década de los noventa, como El destino en sus manos (1995), Entre naranjos (1996) o Querido maestro (1998), a finales de 1999 le llega el papel que, probablemente, le ha proporcionado mayor popularidad: el de David Pérez, un joven que despierta después de dieciocho años en coma, en la serie 7 vidas.
Aunque Cantó solo participa en las dos primeras temporadas, entre 1999 y 2000, la popularidad recobrada le permite iniciar nuevos proyectos en televisión, como las series La ley y la vida (2000), en TVE, el programa de cámara oculta Mira, mira (2002-2003), en Canal 9, Living Lavapiés (2002), y En buena compañía (2006), estas últimas en Telemadrid y en la serie de FORTA De moda (2004), además de actuaciones puntuales en el renovado Estudio 1 (Pares y Nines, 2004; La doble historia del doctor Valmy, 2006).
En 2008 trabaja en la serie de Antena 3 700 euros, diario secreto de una call girl. Al año siguiente protagoniza la serie de Telecinco Un golpe de suerte y dos años después y en la misma cadena trabaja, también como protagonista, en Vida loca, junto a Esther Arroyo, Miguel Ángel Muñoz y Lolita Flores. La serie estuvo en antena apenas unas semanas.
En 2015 interpretó al Dr. Eugenio Martos en la cuarta temporada de la longeva Amar es para siempre.
El martes 16 de marzo de 2021 anuncia en directo en el programa Todo es mentira que colaborará como analista político en el programa una vez a la semana hasta fin de temporada de momento. Finalmente se enroló en un proyecto, fallido, de Isabel Díaz Ayuso.
El 8 de septiembre de 2022, un año después del polémico nombramiento como director de la Oficina del Español, dimitió de su cargo para ser el director creativo del canal de televisión 7NN, que cerró el 31 de marzo de 2023 debido a la pérdida de 5,5 millones de euros mientras duró su señal.
En enero de 2024 fue fichado como colaborador en temas de crónica social en el programa de televisión Espejo público en Antena 3. .

### Cine
Ha compaginado su trayectoria en televisión con una carrera interpretativa, tanto en cine como en teatro. Debuta en la gran pantalla en 1986 con Oficio de muchachos, de Carlos Romero Marchent. En los años siguientes interpreta una veintena de películas, entre las que destacan Tu nombre envenena mis sueños (1996), de Pilar Miró y especialmente Todo sobre mi madre (1999), de Pedro Almodóvar.

### Teatro
En teatro debuta en 1988 con Los ochenta son nuestros, de Ana Diosdado y luego participó en Carmen, Carmen y en Hamlet.
En 1990 interpreta el papel de Orestes en La Orestíada, de la mano del director José Carlos Plaza. Otras obras en los que ha intervenido incluyen:
- Hamlet (1989)
- Comedias bárbaras (1991)
- El Mercader de Venecia (1992)
- Don Juan último (1992), de Vicente Molina Foix
- Acreedores (1994)
- La gata sobre el tejado de zinc (1996), dirigida por Mario Gas, con Aitana Sánchez-Gijón.
- Mucho ruido y pocas nueces (1997)
- Las amistades peligrosas (2001), con Amparo Larrañaga y Maribel Verdú.
- La retirada de Moscú (2004)
- Baraka! (2006-2007), de María Goos.
- Llueve en Barcelona (2008), de Pau Miró
- El pez gordo (2009)
- Razas (2010-2011)
- Aquiles, el hombre (2016)
- Linda vista (2018), de Tracy Letts

## Trayectoria política
En los últimos años ha tomado parte en la política activa a través de varias organizaciones y partidos políticos. Su carrera política comienza con Ciudadanos, partido al que se afilió en 2006. Junto a este partido se ha manifestado en contra de la política lingüística en el sistema educativo de la Generalidad de Cataluña. Sin embargo, para las elecciones municipales de España de 2007 decidió centrarse en la política municipal del pueblo en el que residía, Torrelodones, siendo el candidato número 5 de Vecinos por Torrelodones (VxT). VxT logró 4 ediles, así que Toni Cantó no consiguió acta de concejal.
Desde 2008 hasta 2015 militó en Unión Progreso y Democracia (UPyD), y ha defendido en varias ocasiones la unidad de España, la lucha contra los nacionalismos periféricos, la necesidad de la reforma de la ley electoral y, especialmente, la necesidad de una nueva ley de educación que haga realmente partícipes a los ciudadanos de la cultura y el arte. En 2011 se presenta último en las listas en las elecciones autonómicas de Madrid por UPyD. Asimismo, el 17 de septiembre es elegido en elecciones primarias como cabeza de lista por Valencia de cara a las elecciones generales del 20 de noviembre, consiguiendo obtener el escaño que lo lleva al Congreso. El diputado, elegido por Valencia aunque residente en Madrid, renunció a las dietas por el ADSL en su casa y a las dietas de alojamiento. En el Congreso de los Diputados ejerció de portavoz de UPyD en las comisiones de Cultura, Igualdad, Políticas Integrales de la Discapacidad, Seguridad Vial y Movilidad Sostenible, Agricultura, Alimentación y Medio Ambiente y Peticiones. Estuvo asimismo adscrito a las comisiones de Educación y Deporte y Cooperación Internacional para el Desarrollo.

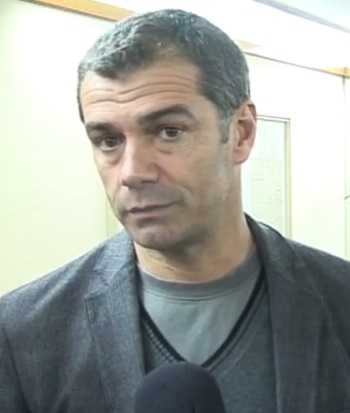
Cantó en 2013

El 13 de septiembre de 2014 Toni Cantó anunció que se presenta a encabezar la candidatura de la formación a la Generalidad en las elecciones de 2015, para liderar «una tercera vía» contra «la corrupción» que asola la comunidad,
lo cual se oficializó el 11 de octubre de 2014. A las primarias también se presentaron otros dos candidatos, Ernesto Santillán y José Vera, aunque el 17 de octubre se retiró del proceso José Vera. Finalmente, el 18 de octubre se celebraron las primarias abiertas de la formación, de las cuales salió como candidato a la presidencia de la Generalidad Toni Cantó por un 73,2%. Aparte de esto, UPyD, Vox y Ciudadanos se han puesto en contacto para analizar la creación un frente común en la Comunidad Valenciana.
Aunque anunció que dejaría su escaño en el Congreso para presentarse como candidato a Presidente de la Generalidad Valenciana por UPyD en las elecciones a las Cortes Valencianas de 2015, el 7 de abril de 2015 anunció que renunciaba tanto a su acta de diputado como a su candidatura a la presidencia del Gobierno de la Comunidad Valenciana, por sus discrepancias con la cúpula de su partido. No obstante, continuó estando afiliado a UPyD hasta el congreso extraordinario de junio de 2015. Toni participó junto a la también diputada por UPyD en una de las candidaturas presentadas a liderar el partido (Renovadores), siendo finalmente derrotada esta candidatura frente a la del hasta entonces número dos de Rosa Díez, Andrés Herzog. Tras esta derrota Toni anunció que se daba de baja del partido y poco después se anunció su participación en las primarias de Ciudadanos como independiente, siendo elegido el número dos por Valencia en las elecciones generales de España de 2015. El 19 de julio de 2015, una noticia del diario El Mundo reveló que el 25 de marzo de 2015, tres días después del fracaso electoral de UPyD en las elecciones Andaluzas, Toni Cantó y Albert Rivera se reunieron y pactaron la renuncia de Toni Cantó a ser el candidato de UPyD a la presidencia de la Generalidad Valenciana. El acuerdo incluía que Toni Cantó intentase ganar el congreso extraordinario de UPyD para pasar el partido en bloque a Ciudadanos y en caso de perderlo, como así ocurrió, Albert Rivera le ofrecía ser el número dos de Ciudadanos por Valencia en las elecciones generales de España de 2015. Como Toni Cantó se quejó de que no era un ofrecimiento cierto porque habría primarias, Albert Rivera se comprometió a darle el apoyo de su estructura.
El 15 de marzo de 2021, Toni Cantó dimitió de todos sus cargos en Ciudadanos (coordinador autonómico en la Comunidad Valenciana y portavoz del grupo parlamentario en las Cortes valencias) y renunció a su escaño en las Cortes Valencianas. Tan sólo nueve días después se hizo público que Toni Cantó se presentaría a las elecciones a la Asamblea de Madrid de 2021 como independiente en el quinto puesto de la lista electoral del PP.
En abril de 2021, el PSOE recurrió la lista electoral de Isabel Díaz Ayuso en la que figuraba Cantó, ya que éste no reunía los requisitos necesarios para ser elegible ante la Asamblea de Madrid, al haberse empadronado fuera de plazo. Sin embargo, la Junta Electoral Central decidió dar el visto bueno a dicha lista.
El PSOE interpuso entonces un recurso ante el Tribunal Supremo y dicho Tribunal dictaminó la anulación de la candidatura de Toni Cantó y también la de Agustín Conde Bajén, por haberse empadronado ambos más de una semana después del anuncio de la convocatoria electoral. Tras conocer el fallo, el Partido Popular decidió interponer un recurso de amparo ante el Tribunal Constitucional, que finalmente mantuvo la decisión del Supremo. Cantó aseguró que, a pesar del varapalo judicial, seguiría trabajando para conseguir que Isabel Díaz Ayuso continúe siendo la presidenta de la Comunidad de Madrid.
El 30 de junio, el gobierno de Díaz Ayuso acordaba su nombramiento como director de área de la Oficina del Español de la Comunidad de Madrid, un órgano autonómico de nueva creación, por el que percibirá un salario anual de 75 084€. Esta designación fue criticada en bloque por los partidos de la oposición, al considerar dicho departamento como «un chiringuito ad hoc» para colocar a Cantó. Cantó renunció al puesto el 8 de septiembre. Dos días después se conoció que había sido fichado como presentador de un espacio televisivo en la cadena 7NN.
Toni Cantó es profesor docente del Instituto Superior de Sociología, Economía y Política (ISSEP), un instituto fundado por la política francesa de extrema derecha Marion Maréchal y ligado al partido político Vox, donde imparte clases de oratoria e interpretación en el departamento de Comunicación.

## Controversias
En enero de 2012 el actor fue criticado por enlazar desde su cuenta de Twitter a un videomontaje en el que un misil impactaba en la sede de Radiotelevisión Valenciana. Junto al enlace, Cantó calificaba el contenido del vídeo como «una buena manera de acabar con el déficit de Canal Nou».
A raíz de este videomontaje y sus críticas a la deuda de la Radiotelevisión Valenciana, se inició una controversia por el sueldo cobrado nueve años antes por su trabajo en esta cadena. También se destacó la línea RDSI instalada en su domicilio de Torrelodones (Madrid) por Ràdio Nou para su colaboración en 2010 con el programa Coses que passen. Tras sucesivas incomparecencias en el programa (alegando motivos laborales) la línea fue retirada apenas cinco meses después, aunque algunos medios afirmaban dos años después que continuaba activa.
En febrero de 2013, hubo una polémica al defender en el Congreso de los Diputados la toma en consideración de una Iniciativa Legislativa Popular que pretendía declarar los toros Bien de Interés Cultural para permitir que se pueda tramitar y debatir en el Congreso de los Diputados. En su discurso, Cantó negó que los animales tengan derechos, citando a Fernando Savater, considerando que éstos no tienen derechos ni obligaciones, puesto que carecen de libre albedrío. Cantó afirmó que el maltrato animal no es un atentado ético, si bien admitió que este degrada la humanidad y se mostró partidario de un mejor trato hacia los animales, no solo con los toros sino también con los que se sacrifican en mataderos y con los domésticos. UPyD se mostró en contra de prohibir los toros así como de subvencionarlos, proponiendo que sea el propio mercado quien decida si los toros pueden seguir o no. Cantó denunció la utilización política de los toros, así como los bous al carrer. Sus palabras causaron revuelo en la sociedad, recibiendo críticas, sobre todo desde la red social Twitter.
Pocos días después, una serie de mensajes suyos en la misma red social volvieron a causar una gran polémica, cuando Cantó afirmó que la mayor parte de las denuncias por violencia de género serían falsas, y denunciando que los fiscales no persiguieran dicho fraude. Cantó relacionó el hecho con que la Unión Europea pague 3200 euros al estado por cada denuncia tramitada, denunciando también que un tercio de las muertes por violencia en el hogar tengan como víctimas a hombres. El diputado de UPyD también aseguró que desde 2004 España había recibido 2 080 000 000 de euros de la UE por las denuncias, a lo que añadió: «¿Qué Gobierno renuncia a eso?». Horas después Cantó se retractó y pidió disculpas en la misma red social, lamentando haber dado por válida información sin contrastar de la página web de Feder.Gen (Federación de Afectados por las Leyes de Género), reiterando sus disculpas en la Comisión de Igualdad del Congreso, así como a las víctimas de violencia de género y a la sociedad española; y pidió la revisión de la Ley contra la Violencia de Género vista su desigualdad y su fracaso. Diversos medios recordaron que UPyD, el partido de Toni Cantó, en su programa electoral de 2011, proponía que se suprimieran los juzgados especializados en violencia de género devolviendo estos casos a la jurisdicción civil y penal.
En una entrevista en la revista Jot Down de abril de 2013, Cantó comparó el sistema de inmersión lingüística de las comunidades autónomas bilíngües con la pederastia, pidiendo límites para ese modelo de enseñanza. En la misma entrevista, tildó a Artur Mas de nazi, y comparó sus métodos con los de Joseph Goebbels.
En julio de 2013, Cantó envió un tuit haciendo mofa de la dicción de Mariano Rajoy, que fue rápidamente criticada a través de numerosos mensajes, e incluso por la propia líder de su partido, Rosa Díez.
Toni Cantó renunció a la indemnización mensual que perciben los diputados elegidos por circunscripciones distintas a la de Madrid en concepto de gastos de manutención y alojamiento mientras fue diputado de UPyD, ya que habría sido «un timo» que hubiese cobrado la indemnización porque él tenía casa en Madrid. Sin embargo, Toni Cantó no ha renunciado a dicha indemnización mensual como diputado de Ciudadanos a pesar de tener dos pisos en Madrid.
Cuando le preguntaron en una entrevista qué creía que vio Albert Rivera en él para incorporarlo a Ciudadanos, Toni Cantó afirmó que su intuición es que Albert Rivera vio en él «a alguien conocido que les podía ayudar a llegar a la gente, algo muy positivo siempre para un partido, pero también que era un tío que curraba y aportaba». Respecto a esto último, aseguró que sufre «adicción al trabajo»: «He currado mucho durante toda mi vida. No sé estar sin trabajar. Es una adicción como otra cualquiera».

## Vida personal
Toni Cantó conoció a la actriz Eva Cobo en 1986, iniciando una relación sentimental dos años más tarde. En 1992 ella se quedó embarazada y, dos meses antes de dar a luz, rompían la relación. Cantó interpuso una demanda contra Eva Cobo negando la paternidad de su hija Carlota y la consiguiente pensión de manutención. Tras tres años de batallas judiciales, ambos llegaron a un acuerdo, retirando Cantó la denuncia y dándole sus apellidos a la niña. Posteriormente la relación entre ellos mejoró, realizando este numerosas visitas a su hija. El 29 de enero de 2011 su hija Carlota, de diecinueve años, fallece junto a su novio, víctima de un accidente de tráfico en el que un conductor kamikaze que circulaba en sentido contrario, y que quintuplicaba la tasa de alcohol permitida, choca frontalmente contra el coche en que viajaban ambos jóvenes.
Cantó tiene otros dos hijos: Lucas (2003), nacido de su relación con la presentadora de televisión Carla Hidalgo; y Violeta, nacida en 2006, con la actriz Mar Regueras. Se casó en primeras nupcias el 23 de mayo de 2010 en Ibiza, con una joven canaria, terapeuta de profesión, llamada Inmaculada del Carmen Suárez Medina, de la que se separaba un año más tarde.

## Filmografía
| Año  | Película                          | Director               |
| ---- | --------------------------------- | ---------------------- |
| 1985 | En penumbra                       | José Luis Lozano       |
| 1986 | Oficio de muchachos               | Carlos Romero Marchent |
| 1988 | Suéltate el pelo                  | Manuel Summers         |
| 1988 | Yo soy el que buscas              | Jaime Chávarri         |
| 1992 | Lucrecia: Crónica de un secuestro | Bosco Arochi           |
| 1994 | Tiempos mejores                   | Jorge Grau             |
| 1994 | Los peores años de nuestra vida   | Emilio Martínez Lázaro |
| 1994 | ¡Oh, cielos!                      | Ricardo Franco         |
| 1994 | Valparaíso                        | Mariano Andrade        |
| 1995 | Dile a Laura que la quiero        | José Miguel Juárez     |
| 1995 | Mar de luna                       | Manuel Matji           |
| 1996 | A tiro limpio                     | Jesús Mora             |
| 1996 | Pon un hombre en tu vida          | Eva Lesmes             |
| 1996 | Tu nombre envenena mis sueños     | Pilar Miró             |
| 1998 | Spanish Fly                       | Daphna Kastner         |
| 1998 | Entre naranjos                    | Josefina Molina        |
| 1999 | Todo sobre mi madre               | Pedro Almodóvar        |
| 2003 | Eres mi héroe                     | Antonio Cuadri         |
| 2008 | Óscar, una pasión surrealista     | Lucas Fernández        |
| 2013 | La partida                        | Antonio Hens           |

## Libros publicados
- Verbo y carne- Editorial Algaida- Sevilla, 2009 ISBN:9788498772807[8]
- Movilizate- Editorial Espasa Libros,Sevilla 2013 ISBN:9788467009484[10]
- De joven fui de izquierdas pero luego maduré, Madrid 2022. ISBN:9788466671965[cita requerida]

## Premios
Premios Fotogramas de Plata
| Año  | Categoría                 | Trabajo                         | Resultado |
| ---- | ------------------------- | ------------------------------- | --------- |
| 1996 | Mejor actor de teatro     | La gata sobre el tejado de zinc | Candidato |
| 1999 | Mejor actor de televisión | 7 vidas                         | Finalista |

Premios de la Unión de Actores
| Año  | Categoría                                       | Trabajo | Resultado |
| ---- | ----------------------------------------------- | ------- | --------- |
| 1999 | Mejor interpretación protagonista de televisión | 7 vidas | Candidato |

Otros premios
- Premios Teatro de Rojas (XVII Edición): Finalista por su papel en Baraka! (2006-2007).
- Premio de la Asociación de Actores Hispanos en EE.UU por su papel en El pez gordo (2009), dirigida por Juan Carlos Rubio.